# توفا (صخور)

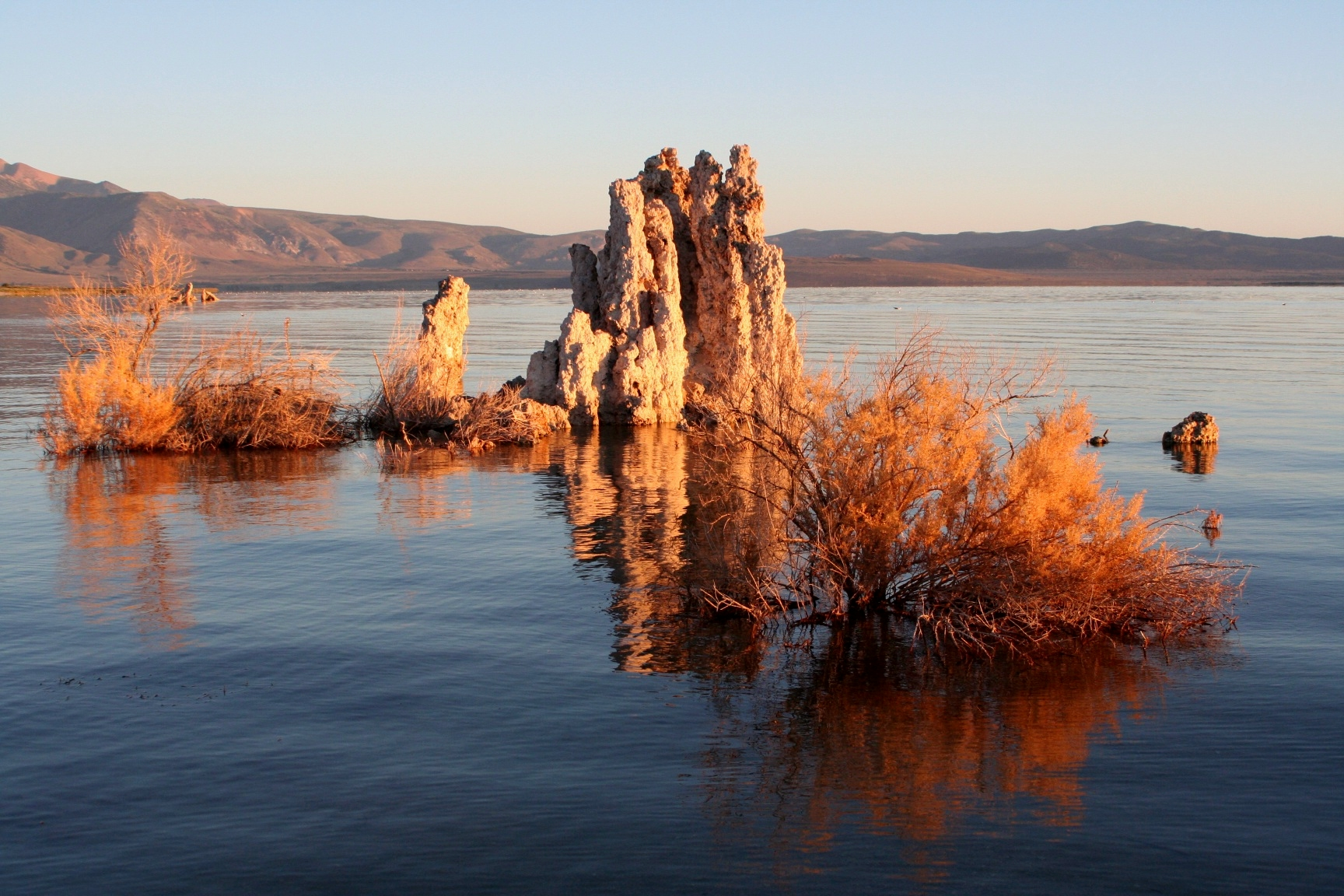
أعمدة الطوفة في بحيرة مونو، كاليفورنيا، الولايات المتحدة

الطوفة أو الطُّفَّة الكلسية أو طُفَّة الكلس أو الطف الكلسي (بالإنجليزية: Tufa)‏ (نقحرة: توفا) هي مجموعة متنوعة من الأحجار الجيرية تتكون عندما تترسب معادن الكربونات في الماء بدرجة الحرارة المحيطة. الينابيع الساخنة الجوفية الدافئة تنتج في بعض الأحيان صخور مماثلة (ولكن بمسامية أقل) والتي هي عبارة عن ترسبات الكربونات المعروفة باسم الحجر الجيري. يتم الإشارة إلى الطوفة أحيانا باسم (ميتيوجين) الحجر الجيري (ألين بينتكوست ). وينبغي عدم خلط الثيرموجين مع الحجر الجيري، بالرغم من أن الطوفة الموجودة في بحيرة مونو هي (ثيرموجين) وفقا إلى بينتكوست. الطوفة كلس متجمع ولا ينبغي الخلط بينه وبين الطف، ويمكن اعتباره من الصخور البركانية التي يسهل اختراقها من قبل الماء.

## التصنيف والميزات
اماكن تواجد الطوفة سواء في العصور القديمة أو الحالية هو بالقرب من النباتات الأرضية الرطبة. حيث تتميز رواسب الطوفة باحتواءها على العديد من الاحياء المجهرية، مما يزيد من المسامية العالية للتوفا. تتواجد الطوفة في القنوات النهرية وفي البحيرات.

## مناطق الظهور
الطوفة شائعة الوجود في أجزاء كثيرة من العالم. وأهم المناطق الملحوظة هي:
- بحيرة الهرم (نيفادا).
- بحيرة مونو كاليفورنيا الولايات المتحدة.
- ترونا بينكليس كاليفورنيا الولايات المتحدة.
- ماتاوك باث ديربيشاير المملكة المتحدة.
- حوض شمال الطوفة المملكة المتحدة.
- بحيرات بليتفيتش كرواتيا.
- أجزاء مختلفة من أرمينيا، مثل آرتيك.
- الساحل الجنوبي الغربي من أستراليا الغربية.
- بالقرب من غروت ماريكو في المنطقة الشمالية الغربية جنوب أفريقيا.
- كاديشي أخدود بليد ريفر مبومالانجا جنوب أفريقيا.

وتشير بعض المصادر إلى أن «توفا» كان يستخدم كمادة بناء أساسية لمعظم القصور في وادي اللوار في فرنسا. وقد نتج عن سوء ترجمة مصطلحات "tuffeau jaune" و "tuffeau blanc"، والتي تعتبر من أصناف الطباشيري المتأخر الحجر الجيري البحري المعروف باسم الطباشير.

## الأستعمالات
تستعمل الطوفة حاليا بين الحين والاخر في مجال الزراعة. وهي مثالية أيضا في الحدائق العالية بالنظر لما تمتلكه من تناسق ومسامية. ويتم استخدام مزيج من الكونكريت يسمى بال (hypertufa) لنفس الغرض.

## وصلات خارجية
- Mono Lake Committee: "Tufa"